# Châteauneuf-Grasse
Châteauneuf-Grasse település Franciaországban, Alpes-Maritimes megyében. Lakosainak száma 3765 fő (2022. január 1.). Châteauneuf-Grasse Le Bar-sur-Loup, Grasse, Opio, Le Rouret, Valbonne és Mouans-Sartoux községekkel határos.

## Népesség
A település népességének változása:
| Lakosok száma | 1278 | 2128 | 2806 | 3118 | 3154 | 3219 | 3505 | 3664 | 3690 | 3765 |
|               | 1968 | 1982 | 1990 | 2006 | 2013 | 2015 | 2017 | 2019 | 2020 | 2022 |